# Елизавета Кларенс
Елизаве́та Джорджи́ана Аделаи́да Кла́ренс (англ. Elizabeth Georgiana Adelaide of Clarence; 10 декабря 1820, Сент-Джеймсский дворец, Большой Лондон — 4 марта 1821, Сент-Джеймсский дворец, Большой Лондон) — принцесса Великобритании; младшая дочь короля Вильгельма IV. На протяжении всей жизни занимала третье место в линии престолонаследия Великобритании после отца и дяди.

## Биография
Елизавета Кларенс родилась 10 декабря 1820 года в Сент-Джеймсском дворце в семье принца Вильгельма, герцога Кларенса (будущего короля Вильгельма IV), и его жены Аделаиды Саксен-Мейнингенской. По отцу принцесса была внучкой короля Великобритании Георга III и Шарлотты Мекленбург-Стрелицкой; по матери — Георга I, герцога Саксен-Мейнингена, и Луизы Элеоноры Гогенлоэ-Лангенбургской. Девочка стала второй дочерью и вторым ребёнком в семье: её старшая сестра Шарлотта Августа Луиза родилась годом ранее в Ганновере, но прожила всего несколько часов.
Елизавета появилась на свет примерно на шесть недель раньше срока, из-за чего была крещена, по разным данным, в тот же день или вечером следующего дня; церемонию провёл епископ Лондонский Уильям Хоули. Кто стал крёстными родителями принцессы, неизвестно. Девочка получила имя Елизавета Джорджиана Аделаида. Сначала родители принцессы планировали дать ей в качестве первого имени имя Джорджина, но король Георг настоял на том, чтобы девочка была названа Елизаветой. Выбор имён принцессы стал неприятным сюрпризом для герцогини Кентской, которой годом ранее король не позволил назвать дочь Елизаветой или Джорджианой.
Принцесса родилась в правление своего дяди Георга IV. С момента рождения и на протяжении всей своей короткой жизни Елизавета занимала третье место в линии британского престолонаследия после отца и дяди, герцога Йоркского. Её рождение подвинуло в линии престолонаследия её кузину и будущую королеву Викторию Кентскую, родившуюся 24 мая 1819 года, которая, впрочем, после смерти Елизаветы вернулась на прежние позиции. При этом сам Георг IV, не любивший Викторию, сожалел о смерти Елизаветы.
Хотя Елизавета родилась недоношенной, внешне она была вполне здоровым ребёнком. Тем не менее она прожила меньше трёх месяцев и умерла 4 марта 1821 года в Сент-Джеймсском дворце от непроходимости кишечника — болезни, сгубившей принцессу всего за несколько часов. Тело принцессы было погребено 10 марта 1821 года в часовне Святого Георгия Виндзорского замка.
Елизавета стала последним ребёнком герцогской четы, родившимся живым: в 1822 году герцогиня Кларенс родила мертворождённых мальчиков-близнецов, затем последовало несколько выкидышей. Отец Елизаветы стал королём в 1830 году. При дворе было распространено мнение, что его супруга была несколько раз беременна во время царствования мужа, но доказательств этому нет. Вильгельм умер в 1837 году, не оставив наследника, благодаря чему на троне оказалась кузина Елизаветы — Виктория Кентская.